# ويليام روس آشبي
ويليام روس آشبي (بالإنجليزية: Williams Ross Ashb)‏ (6 سبتمبر 1903، في لندن - 15 نوفمبر 1972) كان طبيب نفساني إنجليزي ورائدًا في علم التحكم الآلي، ودراسة علم الاتصالات وأنظمة التحكم الآلي في الآلات والآلات الحية. لم يتم استخدام اسمه الأول: كان يعرف باسم روس آشبي.
كان كتاباه، تصميم للدماغ ومقدمة في علم التحكم الآلي، من الأعمال البارزة. لقد أدخلوا تفكيرًا دقيقًا ومنطقيًا في التخصص الجديد لعلوم التحكم الآلي وكانوا مؤثرين للغاية.